# Niszczyciel

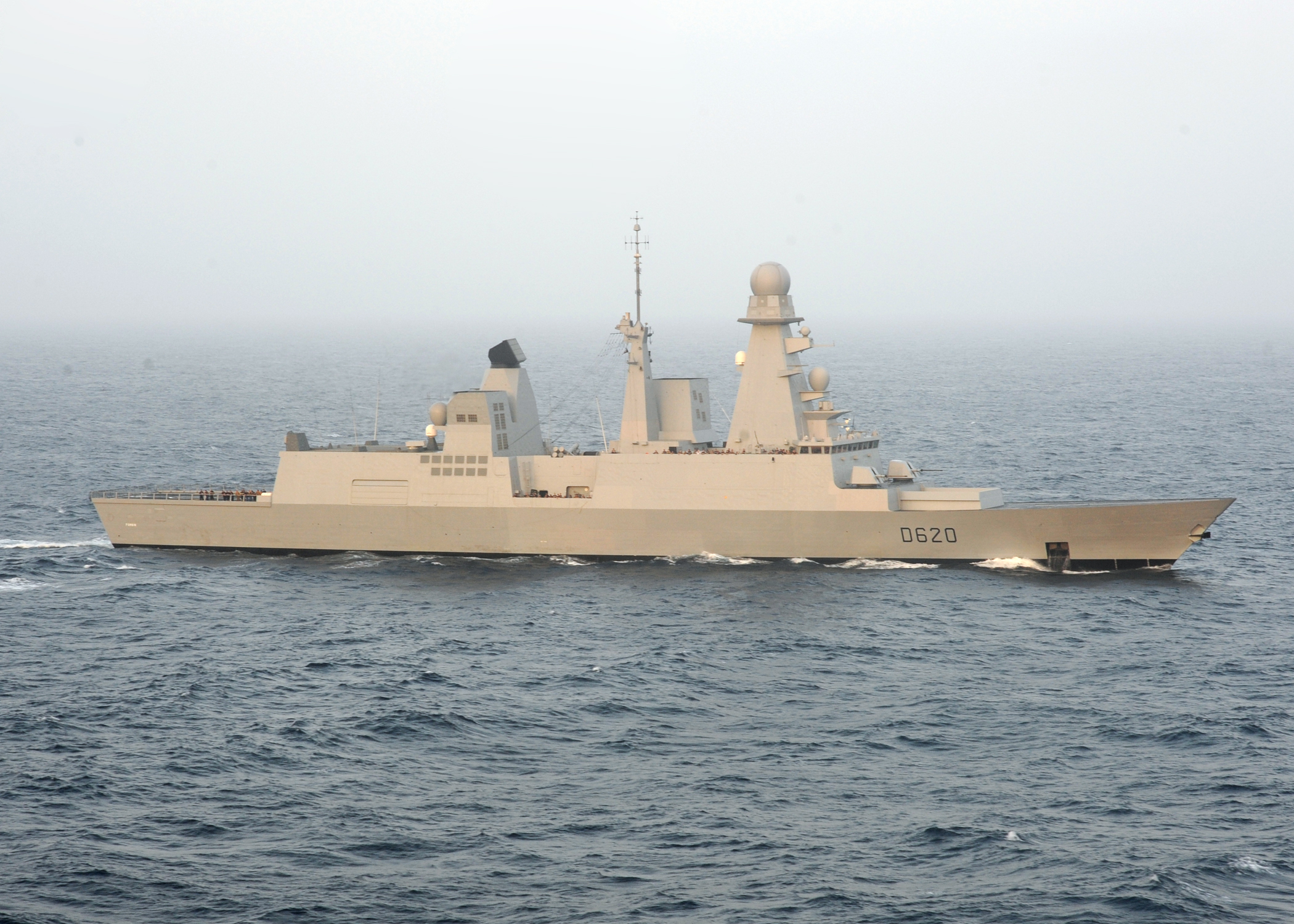
Współczesny niszczyciel typu Horizon – „Forbin”.

Niszczyciel (zwany wcześniej kontrtorpedowcem) – szybki, wielozadaniowy okręt średniej wielkości, przeznaczony do takich zadań, jak ochrona własnych jednostek, zwalczanie lotnictwa, okrętów podwodnych i innych jednostek wroga.
Pierwsze okręty tej klasy powstały pod koniec XIX wieku dla zwalczania torpedowców. W miarę rozwoju środków wojny morskiej, takich jak samoloty i okręty podwodne, niszczyciele otrzymywały coraz silniejsze i bardziej zróżnicowane uzbrojenie, stając się jednostkami uniwersalnymi. Podczas II wojny światowej nastąpił rozwój bardziej wyspecjalizowanych klas niszczycieli eskortowych i fregat. W okresie powojennym uzbrojenie niszczycieli uzupełniły pociski rakietowe. Współcześnie we flotach wielu państw są to największe jednostki bojowe.

## Początki klasy

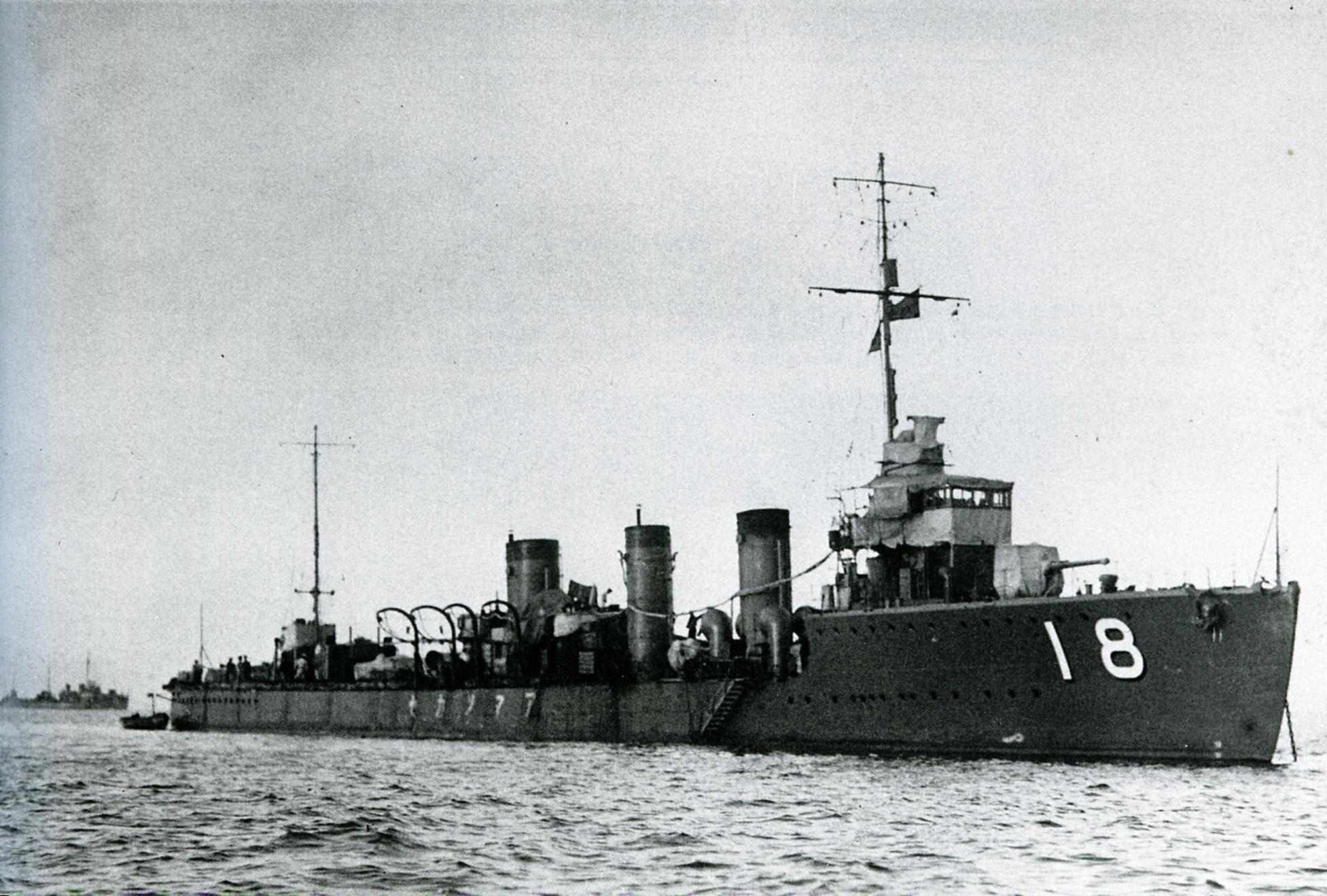
Japoński niszczyciel typu Isokaze – „Amatsukaze” zbudowany podczas I wojny światowej

Klasa niszczycieli, jako okrętów przeznaczonych do zwalczania torpedowców i ochrony przed nimi zespołów floty, powstała pod koniec XIX wieku. Pierwsze przeznaczone do tych zadań jednostki powstały w połowie lat 80. XIX wieku. Za protoplastów niszczycieli uważane są brytyjskie „Swift” i „Rattlesnake”, należące do klas nazywanych torpedo boat catchers (dosłownie „łapacze torpedowców”) i kanonierek torpedowych.
Pierwszym okrętem klasyfikowanym jako torpedo boat destroyer („niszczyciel torpedowców”) był zwodowany w 1894 „Havock”, choć już wcześniej powstało kilka innych konstrukcji, takich jak hiszpański „Destructor” czy japoński „Kotaka”, podobnych do „Havocka” pod względem uzbrojenia czy wyporności, jednak nieposiadających wszystkich cech konstrukcyjnych kontrtorpedowców.
Brytyjski „Havock” i budowane według zbliżonych planów kolejne brytyjskie jednostki okazały się konstrukcją rewolucyjną i wkrótce floty innych państw rozpoczęły wprowadzanie okrętów tej klasy. Pod koniec XIX i na początku XX wieku w konstrukcji kontrtorpedowców specjalizowały się stocznie brytyjskie, takie jak Yarrow Shipbuilders, Thornycroft czy John Brown & Company, wkrótce dołączyła do nich także niemiecka stocznia Schichau, znajdująca się w dzisiejszym Elblągu, które to firmy produkowały okręty dla flot innych państw europejskich. Pierwsza generacja niszczycieli miała wyporność wynoszącą zazwyczaj niewiele ponad 300 ton i prędkość maksymalną ok. 27 węzłów. Typowe okręty tej generacji to:
- francuski typ Durandal
- D 10 (pierwszy niemiecki okręt tej klasy, konstrukcji brytyjskiej) oraz typ S 90 (całkowicie niemiecki projekt)
- włoskie „Fulmine”, typy Lampo (wybudowane w Niemczech) oraz Nembo
- japońskie typy Ikazuchi i Murakumo zbudowane w Wielkiej Brytanii[1][2].

Kolejne generacje niszczycieli miały coraz większą wyporność, co poprawiło ich osiągi, zasięg i polepszyło warunki służby ich załóg. Jako stosunkowo tanie jednostki, były często używane do testowania nowych technologii i nowinek technicznych, w czym wiodły prym jednostki brytyjskie, np. „Viper” był pierwszym okrętem na świecie z napędem turbinowym, a okręty typu Cricket były pierwszymi okrętami z kotłami opalanymi olejem napędowym. Za pierwsze udane pełnomorskie niszczyciele uważane są brytyjskie jednostki typu E.
Bardzo szybko okazało się, że oprócz podstawowego zadania, jakim było zwalczanie torpedowców, niszczyciele, dzięki zwiększeniu wyporności i siły uzbrojenia nadają się do wykonywania wielu innych zadań. Jeszcze przed I wojną światową wykonywały skuteczne ataki torpedowe na wrogie okręty i prowadziły rozpoznanie, m.in. niszczyciele aktywnie używane były przez obie strony w wojnie rosyjsko-japońskiej lat 1904–1905. Uzbrojenie pierwszych niszczycieli składało się z 4–6 dział kalibru od 47 do 88 mm i kilku (najczęściej 2) wyrzutni torpedowych. Typowe dla tego okresu niszczyciele budowy brytyjskiej, używane np. przez Japonię w 1904 roku, były uzbrojone w 1 działo 76 mm, 5 dział 57 mm i 2 wyrzutnie torpedowe kalibru 450 mm, ich wyporność wynosiła zaledwie 370 t, a szybkość 26–30 węzłów.
W czasie I wojny światowej niszczyciele zaczęły być dodatkowo używane jako eskorta większych zespołów i konwojów przeciwko okrętom podwodnym, stawiały miny, ostrzeliwały wrogie wybrzeża. W bardzo krótkim czasie stały się okrętami uniwersalnymi o dużej, jak na swoją wielkość, sile bojowej. Niszczyciele okresu I wojny światowej nosiły zwykle uzbrojenie składające się z 3-4 dział kalibru 102/105 mm i 4–6 wyrzutni torpedowych, których kaliber wzrósł do 533 mm. Wyporność niszczycieli wynosiła przeciętnie 1000–1300 ton, a ich prędkość 30–35 węzłów. Na ich pokładach pojawiły się też pierwsze działka przeciwlotnicze.

## II wojna światowa

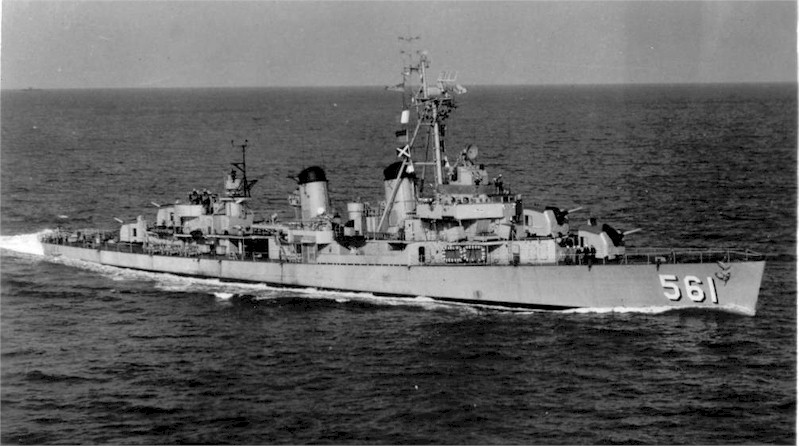
Amerykański niszczyciel typu Fletcher – „Prichett” z okresu II wojny światowej.

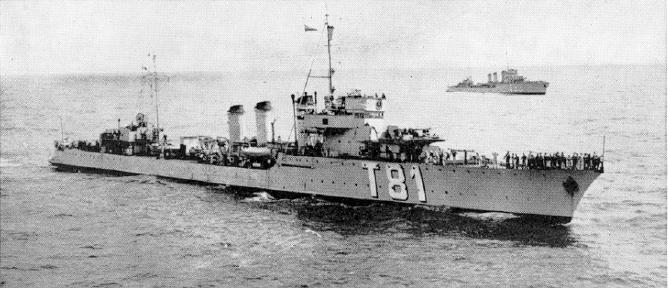
Francuski niszczyciel typu Bourrasque – Simoun (1924) z okresu II wojny światowej

W okresie międzywojennym uzbrojenie niszczycieli stawało się coraz silniejsze, standardem stały się działa kalibru 120 mm. Większość państw, jak Francja, Wielka Brytania, USA, Włochy i ZSRR budowała równolegle dwa rodzaje niszczycieli: niszczyciele o wyporności ok. 1300– 1500 ton, uzbrojone zwykle w 4 działa kalibru 120–130 mm (np. „Ouragan”, ORP „Wicher”), oraz mniej liczne większe niszczyciele (np. ORP „Błyskawica”). Z czasem budowane najliczniej małe niszczyciele przekształciły się w uniwersalne okręty średnich rozmiarów o wyporności ok. 1600–2000 ton i równie silnym uzbrojeniu w 6 dział kaliber 120–130 mm (np. brytyjski typ N – ORP „Piorun”).
Większe niszczyciele nazywane były też wielkimi niszczycielami lub liderami i służyły w założeniu do przewodzenia flotyllom niszczycieli. Miały one wyporność od 1800 do 2500 ton i uzbrojenie od 5 do 8 dział kalibru 120–138 mm. Największe były 2 francuskie okręty („superniszczyciele”) typu Mogador o wyporności 2880 ton, uzbrojone w 8 dział 138 mm. Niemcy, obok wielkich niszczycieli, o krążowniczym kalibrze dział do 150 mm, wybudowali serię okrętów typów 1934 i 1936, uzbrojonych w działa kalibru 127 mm. Oprócz tego budowali także duże torpedowce. Japonia z kolei od 1930 roku budowała jedynie duże jak na europejskie standardy okręty, uzbrojone w 4–6 dział 127 mm.
Wszystkie niszczyciele tego okresu uzbrojone były ponadto w kilka – zwykle 5–8 wyrzutni torpedowych, niektóre typy miały nawet do 12–16 wyrzutni. Stosowano powszechnie torpedy kaliber 533 mm, jedynie Japończycy wprowadzili własne potężne torpedy Typ 93 kaliber 610 mm („długie lance”). Jednym z głównych zadań niszczycieli tego okresu stało się także poszukiwanie i zwalczanie okrętów podwodnych za pomocą stacji hydrolokacyjnych i bomb głębinowych, także wystrzeliwanych na odległość z miotaczy bomb głębinowych. Większość okrętów mogła ponadto stawiać kilkadziesiąt min.
Artyleria niszczycieli tego okresu chroniona była od odłamków nieopancerzonymi maskami, a w niektórych konstrukcjach pojawiły się też zamknięte wieże, chroniące ją od wpływów atmosferycznych. Jeszcze w okresie międzywojennym amerykańskie i japońskie okręty zaczęły być uzbrajane w artylerię uniwersalną – działa głównego kalibru (127 mm), mogące dzięki dużym kątom podniesienia prowadzić ogień zarówno do celów morskich, jak i samolotów. Okręty tego okresu miały jednak wciąż niewiele armat przeciwlotniczych. Radykalnie zmieniła ten stan II wojna światowa, przynosząc ze sobą jednoznaczne potwierdzenie dominującej roli lotnictwa na morzu. Nowe i starsze okręty zaczęły być dozbrajane w znaczną liczbę małokalibrowych działek przeciwlotniczych (20–40 mm), dających im możliwość walki z samolotami, często kosztem usunięcia części artylerii głównej. Na okrętach pojawił się także radar.
W okresie międzywojennym prędkość w zasadzie nie uległa zwiększeniu, wiązało się to głównie z kłopotami technicznymi i kosztami zwiększenia prędkości, które byłyby za duże w stosunku do zysków w sile bojowej (aby podnieść prędkość niszczyciela z 36 do np. 40 węzłów trzeba by było zwiększyć moc maszyn o połowę, co spowodowałoby wzrost wyporności i dalsze zwiększanie kosztów). Standardem była prędkość w przedziale między 34 a 38 węzłów. Wyjątkiem były okręty francuskie typu Le Fantasque, w czasie prób przekraczające 45 węzłów.
Podczas II wojny światowej pojawiła się także osobna podklasa – niszczyciele eskortowe, o mniejszej wyporności około 1000–1200 ton, słabszym, lecz uniwersalnym uzbrojeniu, przystosowanym także do zwalczania celów powietrznych. Okręty tej klasy były wyspecjalizowane do osłony konwojów, mając stosunkowo silne uzbrojenie przeciwlotnicze i przeciwpodwodne i mniejszą prędkość 20–25 węzłów, wystarczającą do osłony konwoju. Czasami mylone z podobnymi fregatami lub eskortowcami, w odróżnieniu od nich miały silniejsze, bardziej zbliżone do niszczyciela uzbrojenie artyleryjskie.

## Po II wojnie światowej

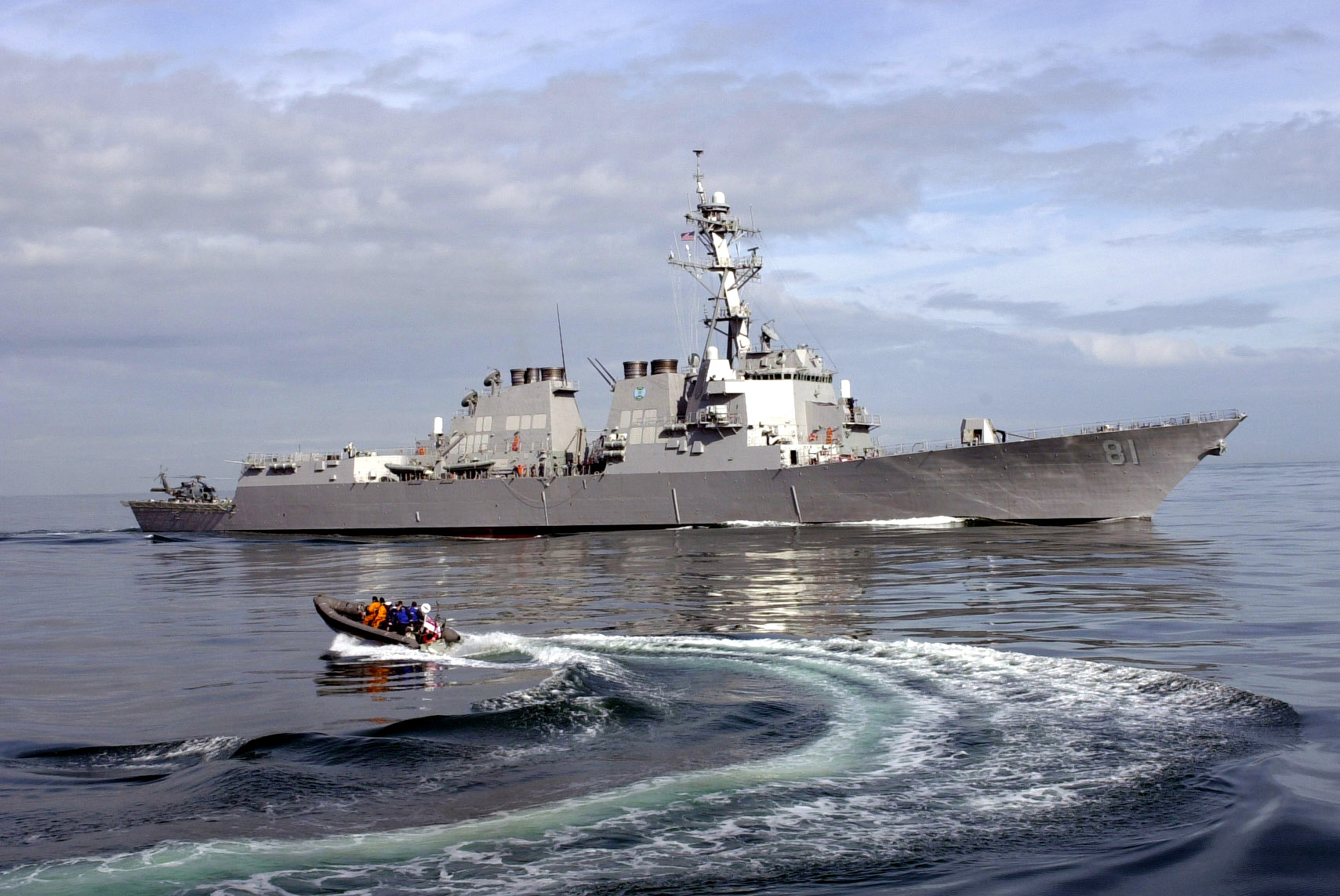
Amerykański niszczyciel rakietowy typu Arleigh Burke – „Winston S. Churchill”

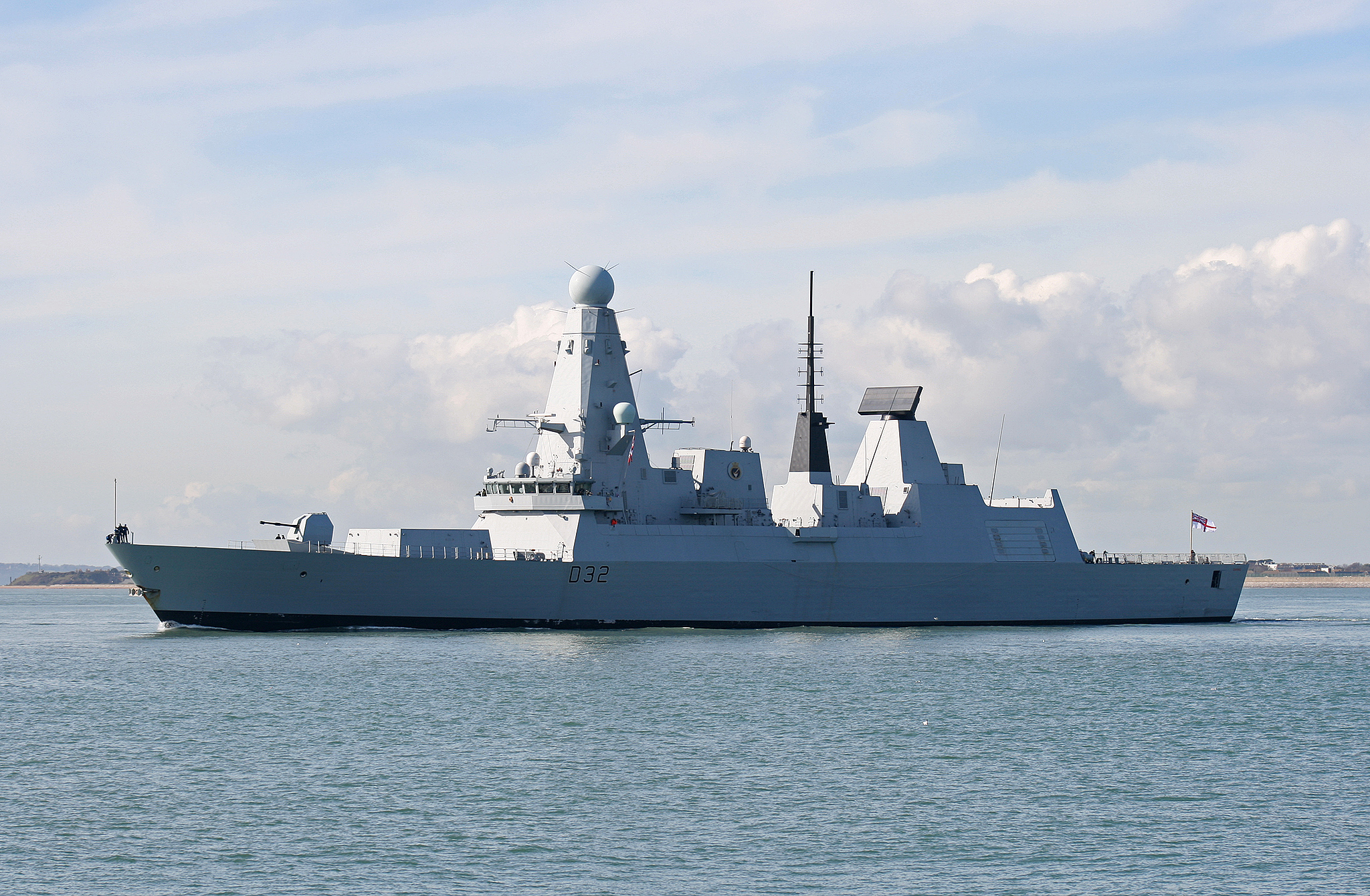
Współczesny brytyjski niszczyciel rakietowy typu 45 – HMS „Daring”

Przez kilka lat po wojnie budowano wciąż duże niszczyciele, o wyporności powyżej 2000 ton, z uzbrojeniem artyleryjskim, chociaż w pełni przystosowanym już do zwalczania samolotów. Wprowadzono częściowo zautomatyzowane systemy kierowania ogniem, wciąż ulepszano wyposażenie elektroniczne i radarowe. Okręty budowane później są już zupełnie inne od swych poprzedników. Rozwój elektroniki i technologii rakietowych doprowadził do rewolucyjnych zmian w konstrukcji niszczycieli.
Pod koniec lat 50. nowo budowane, a także niektóre starsze okręty zaczęto uzbrajać w kierowane pociski rakietowe zarówno do zwalczania celów morskich (woda-woda), jak i powietrznych (woda-powietrze). Odtąd można mówić o klasie niszczycieli rakietowych. Działa i wyrzutnie torpedowe nie zanikły całkowicie, lecz znacznie zmniejszyła się ich liczba. Do uzbrojenia weszły także kierowane torpedy do zwalczania okrętów podwodnych i rakietotorpedy, a na ich pokładach pojawiły się śmigłowce. Cały czas widoczny jest wzrost wyporności nowo budowanych okrętów – niszczyciele z lat 60. miały wyporność ok. 4–5 tysięcy ton, współczesne – nawet 8-9 tysięcy ton, więcej niż krążowniki lekkie z okresu II wojny światowej. Turbiny parowe zostały zastąpione przez turbiny gazowe.
Podstawowe uzbrojenie współczesnych niszczycieli zwykle składa się z systemów rakietowych przeciwokrętowych i przeciwlotniczych, w tym przeciwrakietowych. Coraz częściej stosowane są pionowe wyrzutnie. Uzupełniają je jedna lub dwie automatyczne szybkostrzelne armaty kalibru 100–127 mm do zwalczania celów nawodnych i powietrznych na dalszym dystansie oraz jeden lub więcej zestaw artyleryjski obrony bezpośredniej – szybkostrzelna wielolufowa armata małego kalibru, kierowana radarem, do zwalczania samolotów i rakiet. Do zwalczania okrętów podwodnych służą kierowane torpedy i rakietotorpedy oraz śmigłowce pokładowe.
Współczesne niszczyciele mają także coraz bogatsze wyposażenie elektroniczne, nowe tendencje zmierzają do nadawania im charakterystyk stealth.

## Nazwa klasy
Pierwsze okręty tej klasy zbudowane w Wielkiej Brytanii były określane jako torpedo boat destroyer („niszczyciel torpedowców”), co skrócono ostatecznie do destroyer („niszczyciel”). Tłumaczeniami nazwy angielskiej są współczesna polska nazwa tej klasy, oraz niemiecka, wprowadzona przed II wojną światową (Zerstörer). We flocie niemieckiej do I wojny światowej okręty odpowiadające niszczycielom określano jako „torpedowce pełnomorskie” lub „duże torpedowce” (Hochseetorpedoboote lub Grosse Torpedoboote). We flotach francuskiej i rosyjskiej/radzieckiej niszczyciele były natomiast klasyfikowane jako „torpedowce eskadrowe” (fr. torpilleur d’escadre, ros. eskadriennyj minonosjec, w skrócie: esminiec). We Francji w okresie międzywojennym wielkie niszczyciele zaczęto klasyfikować jako contre-torpilleur, od czego pochodzi polskie określenie „kontrtorpedowiec”, stosowane do II wojny światowej.